# Pląśnik bahamski
Pląśnik bahamski, złocik bahamski (Riccordia bracei) – gatunek małego ptaka z rodziny kolibrowatych (Trochilidae). Znany z jednego okazu odłowionego na wyspie New Providence (Bahamy) i opisanego w 1877. Uznany za wymarły.

## Taksonomia
Po raz pierwszy gatunek opisał George Newbold Lawrence w 1877 na łamach „Annals of the New York Academy of Sciences”. Holotyp pochodził z nieokreślonej lokalizacji na New Providence (Bahamy). Był to dorosły samiec. Autor nadał nowemu gatunkowi nazwę Sporadinus bracei. Holotyp przekazano dla Smithsonian Institution. Pląśnik bahamski dawniej bywał przez niektórych autorów uznawany za podgatunek pląśnika kubańskiego (R. ricordii). Obecnie (2025) Międzynarodowy Komitet Ornitologiczny umieszcza go w rodzaju Riccordia; wcześniej był umieszczany w rodzaju Chlorostilbon. Epitet gatunkowy bracei upamiętnia L.J.K. Brace’a, który badał awifaunę New Providence i przesłał Lawrence’owi okaz pląśnika bahamskiego.

## Opis holotypu
Przybliżone wymiary (oryginalne podane w calach): długość ciała 8,6 cm, długość skrzydła 4,4 cm, długość ogona 2,9 cm, długość skoku 1,9 cm. W porównaniu do pląśnika kubańskiego, pląśnika bahamskiego cechował dłuższy dziób. Wierzch głowy i gardło jasnozielone, połyskliwe. Grzbiet, pokrywy nadogonowe i dwie środkowe pary sterówek zielonozłote z brązowym odcieniem. Pozostałe sterówki fioletowoczarne z zielonobrązowymi zewnętrznymi krawędziami. Lotki czarnofioletowe. Pierś i brzuch zielonobrązowe, matowe. Pokrywy podogonowe popielate z białymi krawędziami. Dziób i nogi czarne.

## Status
IUCN uznaje pląśnika bahamskiego za gatunek wymarły, ze względu na brak odnotowań poza holotypem. Na New Providence odkryto datowane na plejstocen szczątki kopalne nieznanego przedstawiciela Chlorostilbon, który mógł być spokrewniony z pląśnikiem bahamskim.